# Oktay Delibalta
Oktay Delibalta (* 27. Oktober 1985 in Samsun) ist ein türkischer ehemaliger Fußballspieler, der vier Jahre für Gençlerbirliği Ankara spielte.

## Karriere
Oktay Delibalta wurde in der Hafenstadt Samsun geboren und zog als Kind mit seiner Familie nach Istanbul. Hier erlernte er das Fußballspielen in der Jugendabteilung des ehemaligen Erstligisten Sarıyer.
Nachdem er hier, in der dritthöchsten türkischen Spielklasse, Schwierigkeiten hatte, in den Kader der Profimannschaft zu kommen, wechselte er zur Saison 2004/05 zum Ligakonkurrenten Alibeyköyspor. Dort gelang ihm auf Anhieb der Einstieg ins Profi-Team. Kurze Zeit später erkämpfte er sich einen Stammplatz und spielte so durchgehend vier Spielzeiten für diesen Verein.
Zur Saison 2008/09 lief sein Vertrag aus und er erhielt ein Angebot von seinem Heimatverein und damaligen Zweitligisten Samsunspor. Er nahm das Angebot an und wechselte so ablösefrei an die Schwarzmeerküste. Bei Samsunspor gelang ihm umgehend der Sprung in die Stammformation. Hier spielte hier zwei Jahre lang.
Am Ende der Saison 2009/10 lief sein Vertrag aus und ihm lagen mehrere Angebote von Erstligavereinen vor. Delibalta entschied sich für den Hauptstadtverein Gençlerbirliği. Auch hier schaffte er auf Anhieb den Sprung in die Stammformation. Er zählte zu den Leistungsträgern seines Teams und war mit sieben Treffern der zweitbeste Torjäger seiner Mannschaft. Aufgrund der guten Leistungen verlängerte der Klub zur Saison 2011/12 seinen auf zwei Jahre befristeten Vertrag vorzeitig um ein weiteres Jahr. Nachdem Delibalta in der Hinrunde der Saison 2012/13 nicht durchgängig spielen konnte, äußerte er den Wunsch den Verein verlassen zu wollen. So wurde er für die Rückrunde den Ligakonkurrenten Gaziantepspor ausgeliehen.
Zur Saison 2014/15 wechselte Delibalta innerhalb der Süper Lig zum Aufsteiger Mersin İdman Yurdu.
Im Frühjahr 2016 wechselte er zum Ligarivalen Antalyaspor und im Sommer 2016 zum Zweitligisten Şanlıurfaspor. Weitere einjährige Stationen vor Karriereende qaren Gümüşhanespor und Fethiyespor.